# 2006년 아시안 게임 일본 선수단
2006년 아시안 게임 일본 선수단(일본어: 2006年アジア競技大会日本選手団)은 카타르 도하에서 열린 2006년 아시안 게임에 참가한 일본 선수단이다. 39개 종목, 626명의 선수를 파견했으며 금메달 50개를 획득하여 종합 메달 순위 3위에 올랐다.